# Устройство паруса

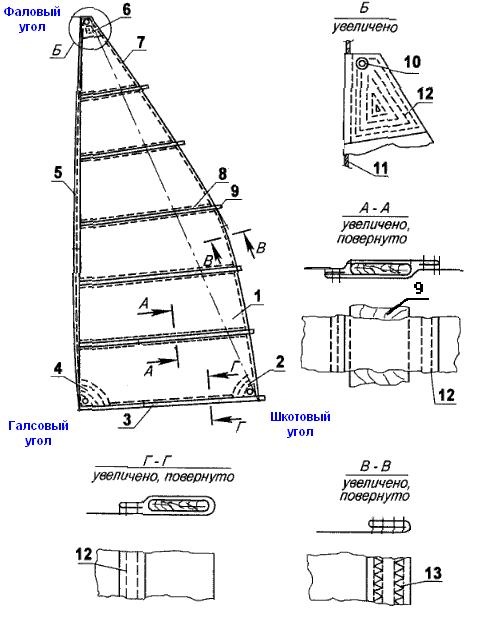
Схема частей паруса на примере бермудского грота:
1. площадь серповины
2. боут шкотового угла
3. нижняя шкаторина с гиковой латой
4. боут галсового угла
5. передняя шкаторина
6. фаловая (головная) доска
7. задняя шкаторина
8. латкарман
9. лата
10. люверс
11. лик (ликтрос)
12. боут
13. булинь

Устройство паруса — название парусных элементов, их состав и предназначение, то есть его устройство как изделия.
Парус любого парусника это сложное техническое сооружение; части и элементы паруса имеют свои названия.

## Геометрические элементы

### Углы
Названия углов паруса образованы от названия тех снастей, которые к этим углам присоединяются.
В треугольном парусе верхний угол называется «фаловым». К нему крепят фал для подъёма паруса. Из двух нижних углов передний называется «галсовым», а задний — «шкотовым».
В гафельном парусе нижние углы называются так же, как у треугольного. Верхний передний угол называется обычно «фаловым», задний верхний — «нок-бензельным».
Галсовый угол жёстко закреплён в какой-либо точке (на вертлюге гика для грота или на палубе для стакселя). Шкотовый угол может перемещаться и устанавливается в зависимости от галса.
У прямого паруса углы верхней шкаторины: нок-бензельные (правый и левый), на нижней шкаторине — шкотовые.

### Шкаторина
Шкато́рина (ж. морс.) название края, кромки паруса, обшитые веревкой (тросом) для того, чтобы он не разрывался. 
В зависимости от формы паруса у него может быть от трёх до пяти шкаторин (передняя, верхняя, нижняя и так далее). Как правило, шкаторина треугольного или гафельного паруса, проходящая между фаловым и галсовым углом, называется «передней». Передней шкаториной треугольный парус крепится к рангоуту или такелажу.
Прямой и латинский паруса ставятся на рангоут верхней шкаториной.
Гафельный парус ставится на рангоут в большинстве случаев верхней шкаториной (на гафель) и передней шкаториной (на мачту). В этом случае гик отсутствует. Впрочем, возможен вариант установки гафельного паруса с гиком либо гиковой сквозной латой, поддерживающей нижнюю шкаторину.

### Пузо
Паруса для разных ветров выкраиваются с разной кривизной. Для слабых ветров применяют более пузатые паруса, для сильных — плоские. Пузо достигается с помощью лат. Лата представляет собой полоску парусины переменной ширины (от нуля до значения латы), отрезаемую от кромки полотнища[прояснить]. Чем больше лата, тем более пузатым становится парус.

### Серповина (или серп)
По правилам измерений яхт, площадь паруса принимается равной площади треугольника, проведённого по трём углам — фалового, галсового и шкотового. Следовательно, серповина — это немного «лишней» площади, которая добавляет к эффективности паруса несколько лишних процентов. Каждая шкаторина имеет свою серповину. Однако передняя и (очень часто) нижняя шкаторина бермудского грота ставятся на рангоут. Поэтому, будучи выпрямленными, эти шкаторины отдают «лишнюю» ткань, которая образует пузо паруса. Таким образом, серповины передней и нижней шкаторин тщательно рассчитываются, и увеличить площадь паруса за счёт этих серповин не удаётся. Зато задняя шкаторина бермудского паруса всегда свободна и представляет большой диапазон для манёвра. Неудивительно, что гонщики заказывают парусным мастерам паруса с наиболее развитыми задними серповинами. У таких парусов площадь задней серповины доходит чуть ли не до 30—35% площади, полученной путём обмера паруса.
Обычно штормовые паруса серповин не имеют, или выкраиваются даже с отрицательными серповинами, чтобы сделать парус как можно более плоским. Естественно, паруса для слабых ветров кроятся более пузатыми.

## Конструкция паруса
Парус должен не только создавать силу тяги, но и должен выдерживать большие нагрузки, легко поддаваться регулировке, быстро убираться и ставиться. В связи с этим парус имеет множество вспомогательных элементов.

### Шкато́рина
Поскольку шкаторина должна выдерживать значительные нагрузки, её дополнительно усиливают тонким слабокрученым тросом — ликтросом. Такой процесс называется «ликовкой». Край шкаторины подворачивают, а ликтрос вкладывают внутрь и тщательно прошивают. Ликтрос укладывают таким образом, что вдоль шкаторины через определённый шаг он образует кренгельсы — небольшие петли, через которые можно продеть снасть для крепления, например, слаблиня или реванта.
Переднюю шкаторину треугольного паруса дополнительно усиливают ещё нашивкой — бантом. Часто снабжают бантом и нижнюю шкаторину. Штормовые паруса всегда обшивают бантами по всем шкаторинам.

### Углы
Углы паруса воспринимают огромные сосредоточенные нагрузки от фалов, галсов и шкотов. Поэтому углы парусов укрепляют особенно тщательно. На мякоть паруса в углах пришивают в несколько слоев специально выкроенные сектора из плотной парусины, которые называют «боутами». Боут пробивают, и в отверстие вставляют металлический люверс, который тщательно прошивают. На больших и штормовых парусах боуты дополнительно усиливаются металлическими пластинами из листовой стали — фаловыми пластинами.

### Серповина
Треугольные и гафельные паруса для слабых ветров имеют особо развитую серповину, которая не будет «стоять» сама, норовя загнуться на ветер. Происходит это потому, что ликтрос всегда тянут при прошивке. Такое «поведение» ткани искажает форму паруса, тем самым снижая его эффективность. Для предотвращения этого явления парусные мастера пришивают к мякоти паруса латкарманы, в которые вставляются латы.

### Латкарманы
Латкарман представляет собой длинную полость, пришитую к мякоти паруса, почти параллельно нижней шкаторине (перпендикулярно задней шкаторине), и открытую в сторону задней шкаторины. В эти карманы вставляются длинные металлические, деревянные или пластиковые дощечки, называемые «латами». По сути, лата выполняет функцию нервюры.
На современных гоночных яхтах латы не только поддерживают серповину задней шкаторины, но и регулируют жёсткость паруса. Такие латкарманы выполняют сквозными, то есть они достигают передней шкаторины. Один парус может оснащаться несколькими комплектами лат. Для слабых ветров служат более мягкие латы, для сильных ветров — более жёсткие.

### Рифы
Рифы -  англ. reef  (сущ. во 2-м знач.) «риф,  горизонтальная часть паруса, свёрнутая или сложенная для уменьшения ветровой нагрузки»
Рифы служат для оперативного уменьшения площади паруса при посвежевшем ветре. Они представляют собой длинные горизонтальные полоски плотной парусины (риф-банты), пришитые прямо к мякоти паруса. С определённым шагом риф-банты пробиты и усилены люверсами. В люверсы продеты короткие слабокрученные штерты — риф-сезни. Обвязывая риф-сезни вокруг рангоута, моряки уменьшают площадь паруса — «берут рифы». Обычно на парусе от двух до четырёх рифов.

## Регулировки парусов
Сшить универсальный парус на все ветра невозможно. Даже неискушенный человек увидит различие между лёгким парусом для слабых ветров и тяжёлым, усиленным штормовым парусом. В идеале желательно иметь несколько комплектов парусов для разных ветров. Однако парус стоит очень дорого. Кроме того, меняя во время гонки парус, гонщики теряют время. Поэтому существует несколько способов расширить диапазон использования парусов.

### Взятие рифов
Наиболее распространённый способ быстро изменить (уменьшить) площадь паруса — «взять рифы». Утверждение, что чем больше площадь парусов, тем больше скорость судна — не всегда верно. При усилении ветра корпус судна приобретает дополнительный крен и дифферент. Следовательно, гидродинамическое сопротивление возрастает, а скорость падает. «Взяв риф» иногда можно увеличить скорость.

### Патент-гик и патент-штаг
Другой способ значительно сократить площадь паруса — намотать его мякоть на рангоут или такелаж. Этот способ в последние годы получил в яхтинге широчайшее распространение. Для этого гик выполняют вращающимся вокруг своей продольной оси. Такой гик называют «патент-гик». Потравив фал, и сделав нужное число оборотов гика, можно превратить огромный парус в крохотный лоскуток. Аналогично поступают со стакселем, его наматывают передней шкаториной на стаксель-штаг. Естественно, такой штаг тоже должен вращаться (то есть быть «патент-штагом»).

### Изгиб рангоута
Если прогнуть середину мачты назад, можно получить чуть более пузатый парус, который лучше тянет в слабый ветер. Для сильного ветра излишняя пузатость паруса ведет к увеличенному крену и дифференту и, следовательно, к падению скорости. Поэтому при усилении ветра мачту прогибают вперёд.